# Huwelijksmunt
De Huwelijksmunt is een herdenkingsmunt uit 2002 die ter ere van het huwelijk van kroonprins Willem-Alexander en Máxima werd uitgebracht door de Koninklijke Nederlandse Munt in opdracht van het ministerie van Financiën.
De Huwelijksmunt is een eerbetoon aan het koninklijk echtpaar. De munt is ontworpen door kunstenaar Hans van Houwelingen, die ook de 50 guldenmunt uit 1998 ontwierp ter nagedachtenis aan de Vrede van Münster. Hij vervaardigde voor de huwelijksmunt een muntportret van koningin Beatrix (voorzijde) evenals een dubbelportret van Willem-Alexander en Máxima (keerzijde).
De Huwelijksmunt wordt in een oplage van één miljoen stuks geslagen en is een wettig betaalmiddel. Er werden tevens speciale verzamelaarsmunten uitgebracht die ook wettig betaalmiddel zijn.
Hoewel deze munten een nominale waarde hebben van tien euro, staat op beide designs nergens melding daarvan. Deze munten zijn dan ook te categoriseren onder penningen.

## 10 euromunt (zilver)
- Metaal: zilver 925/1000
- Gewicht: 17,8 gram
- Diameter: 33 millimeter
- Kwaliteit: Prooflike
- Nominale waarde: € 10,-
- Ontwerp: Hans van Houwelingen
- Randschrift: God zij met ons
- Wettig betaalmiddel alleen in Nederland

## 10 euromunt (goud)
- Metaal: goud 900/1000
- Gewicht: 6,72 gram
- Diameter: 22,5 millimeter
- Kwaliteit: Prooflike
- Nominale waarde: € 10,-
- Ontwerp: Hans van Houwelingen

Gulden herdenkingsmunten:

Dubbelkop 1980 · Unie van Utrecht · Voetbalvijfje

Nederlandse euro-herdenkingsmunten:

herdenkingsmunten van € 2: Erasmusmunt · Dubbelkop Beatrix-Willem-Alexander · 200 jaar koninkrijk

meerwaardeherdenkingsmunten:

Zilveren vijfjes: Vincent van Gogh Vijfje · Europamunt · Koninkrijksmunt · Vredes Vijfje · Belasting Vijfje · Australië Vijfje · Rembrandt Vijfje · Michiel de Ruyter Vijfje · Architectuur Vijfje · Manhattan Vijfje · Japan Vijfje · Max Havelaar Vijfje · Waterland Vijfje · Schilderkunst Vijfje · Muntgebouw Vijfje · WNF Vijfje · Tulpen Vijfje · Beeldhouwkunst Vijfje · Grachtengordel Vijfje · Vrede van Utrecht Vijfje · Rietveld Vijfje · Vredespaleis Vijfje · De Nederlandsche Bank Vijfje · Van Nelle Vijfje · Waterloo Vijfje · Wadden Vijfje · Jheronimus Bosch Vijfje · Stelling van Amsterdam Vijfje · Johan Cruijff Vijfje · Fanny Blankers-Koen Vijfje · Schokland Vijfje · Wageningen Universiteit Vijfje · Luchtvaart Vijfje · Beemster Vijfje · Market Garden Vijfje · Jaap Eden Vijfje

Zilveren tientjes: Huwelijksmunt · Geboortemunt · Jubileummunt · Koningstientje · Verjaardagstientje
Caribisch Nederland: BES-dollar (2011, 2013)